# Antoine Rose (photographe)
 (juin 2023).
Si vous disposez d'ouvrages ou d'articles de référence ou si vous connaissez des sites web de qualité traitant du thème abordé ici, merci de compléter l'article en donnant les références utiles à sa vérifiabilité et en les liant à la section « Notes et références ».
 (juin 2023).
Antoine Rose est un artiste photographe belge, né le 16 avril 1974 à Bruxelles (Belgique).

## Biographie
Dès ses 8 ans, Antoine Rose s'intéresse à la photographie. Il étudie les techniques de prise de vue et de développements. Sa passion pour la photographie grandit encore au fil des ans et des différents voyages qu’il effectue aux quatre coins du monde,,.
Diplômé d'une école de marketing en 1997, Antoine Rose travaille d'abord une dizaine d’années dans le département Product Management du premier opérateur téléphonique belge (Belgacom). Il rejoindra ensuite pour quelques années l'entreprise familiale, active dans le secteur du parachèvement pour y développer l'activité.
En parallèle à ces activités professionnelles, Antoine Rose parcourt le monde en tant que photographe officiel de la coupe du monde de kite surf. Durant 5 ans, il suit les étapes du championnat d’Afrique du Sud, d’Istanbul, de France et du Brésil. Lors d'une compétition à Rio de Janeiro, l'organisation loue un hélicoptère pour la presse. Antoine Rose monte in extrémis à bord pour photographier les compétiteurs d'un autre angle. C'est en survolant les plages brésiliennes que l'idée germe et qu’il réalise ses premiers clichés de plages vues du ciel. Le style Antoine Rose naît en 2002, au-dessus d’une plage de Copacabana.

## Technique
Antoine Rose s’extrait en plein vol de la cabine d’un hélicoptère pour capturer, à la verticale, des scènes se déroulant à des centaines de mètres sous ses pieds. Il faut des années de travail pour mettre au point le savoir-faire de « Up in the Air », la série qui fait connaître Antoine Rose. Perfectionniste, il développe et murit ce concept durant plusieurs années.

## Intention
Antoine Rose essaie de convertir des scènes anodines de bord de mer en œuvre d’art. L’artiste introduit une tension entre le réel et le virtuel, entre ce que l’on pense voir et ce que l’on voit, entre le visible et ce qui se cache,.
Dans ses dernières séries, l’approche photographique devient plus épurée et inscrit le travail d’Antoine Rose dans une approche artistique contemporaine minimaliste,.
L’artiste a photographié d’autres décors. La série Jeux d’hiver est un ensemble de photos prises sur les pistes de Saint-Moritz en Suisse, lors de la Vasaloppet en Suède ou encore à la patinoire de Central Park de New York. Antoine Rose a photographié Manhattan et l’aéroport d’Atlanta de nuit ainsi que plusieurs marathons comme ceux de New-York, d’Atlanta et de Los Angeles,,.

## Représentation
En 2012, Emmanuel Fremin offre à l’artiste son premier solo show dans sa galerie New-Yorkaise,,.
Les œuvres d’Antoine Rose figurent au sein de multiples collections privées et institutionnelles. En 2013, le Museum of Arts and Design de New York acquiert une de ses œuvres pour sa collection permanente. Il collabore avec des marques internationales comme Tiffany & Co. et LVMH. Ses œuvres sont placées sur les murs des magasins et des hôtels de ces enseignes de luxe,.
En 2016, Antoine Rose est commissionné par Arthur Blank et la SCAD pour photographier le nouveau stade de l’équipe de football américain des Falcons à Atlanta,.
La Maison de la photographie de Lille présente la première rétrospective de l’artiste en septembre 2017 où une trentaine de clichés grands formats sont exposés,.
Actuellement, le photographe est représenté par une vingtaine de galeries dans le monde,,.